# Stilobezzia tonnoiri
Stilobezzia tonnoiri är en tvåvingeart som beskrevs av John William Scott Macfie 1932. Stilobezzia tonnoiri ingår i släktet Stilobezzia och familjen svidknott. Inga underarter finns listade i Catalogue of Life.